# Список загиблих у боях за Бахмутку
У статті наведено список втрат українських сил у боях за Бахмутку, зокрема — у боях за 32-й блокпост восени 2014 року.

## Список загиблих
| Прізвище, ім'я, по батькові        | Звання            | Дата смерті       | Формування   | Обставини |
| ---------------------------------- | ----------------- | ----------------- | ------------ | --- |
| Кулібаба-Бухов Віктор Анатолійович | солдат            | 7 жовтня 2014     | 40 полк      | Загинув на 29-му блокпості в районі смт Донецький та смт Сентянівка під час мінометного обстрілу. |
| Побережник Сергій Анатолійович     | солдат            | 13 жовтня 2014    | 24 ОМБр      | Загинув неподалік с. Трьохізбенка від підриву на розтяжці. |
| Чухрай Валерій Вікторович          | солдат            | 13 жовтня 2014    | 24 ОМБр      | Загинув неподалік с. Трьохізбенка від підриву на розтяжці. |
| Москалюк Олександр Васильович      | старший лейтенант | 14 жовтня 2014    | 40 полк      | Загинув під час боїв за 32-й блокпост. БТР-4 прорвався до 32-го блокпосту, проте вирішив повернутися на підмогу підбитій по дорозі до 32-го блокпосту БМП. У БТР-4 влучила ракета. Олександр вилетів з бронетранспортера від вибуху. Загинув від втрати крові. |
| Лабун Євген Васильович             | солдат            | 14 жовтня 2014    | 40 полк      | Загинув під час боїв за 32-й блокпост. БТР-4 прорвався до 32-го блокпосту, проте вирішив повернутися на підмогу підбитій по дорозі до 32-го блокпосту БМП. У БТР-4 влучила ракета. Помер на місці.                                                             |
| Кіт Дмитро Дмитрович               | старший сержант   | 15 жовтня 2014    | «Воля»       | Загинув під с. Муратове під час артилерійського обстрілу. |
| Флиста Юрій Зіновійович            | солдат            | 15 жовтня 2014    | 24 ОМБр      | Загинув під час боїв за 32-й блокпост. |
| Піскіжов Олександр Валерійович     | старший сержант   | 15 жовтня 2014    | «Айдар»      | Потрапив у полон під час прориву до 32-го блокпосту. Був страчений. |
| Полєно Юрій Вікторович             | солдат            | 15 жовтня 2014    | «Айдар»      | Потрапив у полон під час прориву до 32-го блокпосту. Загинув від ран. |
| Царенко Владислав Миколайович      | солдат            | 15 жовтня 2014    | «Айдар»      | Загинув під час боїв за 32-й блокпост. |
| Дудин Андрій Степанович            | старший солдат    | 19 жовтня 2014    | 80 ОАеМБр    | Загинув у ніч проти 19 жовтня, захищаючи позиції 32-го блокпосту. Дістав осколкове поранення, загинув від втрати крові. |
| Гурняк Віктор Петрович             | фотокореспондент  | 19 жовтня 2014    | «Айдар»      | Загинув о 10:10 ранку неподалік 32-го блокпосту. Під обстрілом вивозив поранених, у його машину влучила мінометна міна. |
| Бурдяк Юрій Васильович             | молодший сержант  | 19 жовтня 2014    | 24 ОМБр      | Загинув під час спроби прориву до 32-го блокпосту. |
| Запара Геннадій Віталійович        | молодший сержант  | 19 жовтня 2014    | 24 ОМБр      | Загинув під час спроби прориву до 32-го блокпосту. У БМП «Ангел», де Геннадій був мехводом, влучив снаряд. |
| Михальський Тарас Романович        | солдат            | 19 жовтня 2014    | 24 ОМБр      | Загинув під час спроби прориву до 32-го блокпосту. У БМП «Ангел», де Тарас був оператором-навідником, влучив снаряд. |
| Рогожкін Вадим Олексійович         | старший солдат    | 19 жовтня 2014    | 24 ОМБр      | Загинув під час спроби прориву до 32-го блокпосту. Не встиг покинути танк перед вибухом. Двоє інших членів екіпажу врятувалися. |
| Максименко Петро Іванович          | солдат            | 19 жовтня 2014    | 95 ОАеМБр    | Ймовірно загинув під час спроби прориву до 32-го блокпосту (потребується уточнення). У БТР-80, в якому був Петро, влучив снаряд з гранатомета СПГ-9. |
| Колісник Дан Вікторович            | капітан           | 26 жовтня 2014    | 140 ЦСпП     | Загинув під час операції під 32-м блокпостом. |
| Геш Євген Іванович                 | солдат            | 29 жовтня 2014    | 80 ОАеМБр    | Загинув поблизу села Сокільники. Військовики потрапили у засідку, БТР десантників підбили. Група, що змогла відійти, бачила, як БТР горів. |
| Білоус Андрій Михайлович           | солдат            | 30 жовтня 2014    | 24 ОМБр      | Загинув о 15:40 поблизу села Кримське під час мінометного обстрілу. |
| Зілінський Віктор Миколайович      | солдат            | 31 жовтня 2014    | 24 ОМБр      | Загинув поблизу села Сміле. |
| Новіцький Юрій Михайлович          | лейтенант         | 31 жовтня 2014    | 24 ОМБр      | Загинув під селищем Кримське. Під час обстрілу установками «Град» позиції, де дислокувалась ввірена йому батарея, Юрій відвів від особового складу та озброєння підбиту палаючу машину з боєприпасами. Помер від опіків.                                       |
| Колівошко Олександр Володимирович  | молодший сержант  | 31 жовтня 2014    | 40 полк      | Загинув близько 16-ї години під час мінометного обстрілу 29-го блокпосту (неподалік від смт Донецький). Пряме влучання міни в бліндаж. |
| Андруник Петро Петрович            | солдат            | 25 грудня 2014    | 3 БрОП       | |
| Збишко Володимир Іванович          | старший лейтенант | 21 січня 2015     | 24 ОМБр      | Загинув поблизу смт Сентянівка при відбитті нападу бойовиків. |
| Балда Ігор Іванович                | солдат            | 12 березня 2015   | 1 ОІББ       | Загинув у селі Боровеньки від кулі снайпера. |
| Скубко Віталій Вікторович          | солдат            | 19 березня 2015   | 24 ОМБр      | Загинув під час обстрілу блокпосту біля Оріхового. |
| Білик Юрій Михайлович              | молодший сержант  | 20 березня 2015   | 24 ОМБр      | |
| Сапожніков Олексій Юрійович        | солдат            | 8 травня 2015     | «Айдар»      | Дістав смертельні поранення поблизу с. Новотошківське. |
| Вишневський Степан Іванович        | солдат            | 14 червня 2015    | 24 ОМБр      | Загинув поблизу села Кримське. |
| Ліверін Олександр Миколайович      | солдат            | 21 червня 2015    | «Айдар»      | помер від поранень у голову під час мінометного обстрілу російськими збройними формуваннями терикону Золоте-4 |
| Рудім Руслан Володимирович         | солдат            | 27 серпня 2015    | 24 ОМБр      | Загинув поблизу села Кримське під час нічного обстрілу. |
| Мандибура Олександр Олександрович  | солдат            | 23 вересня 2015   | 8 ОП СпП     | Загинув поблизу села Кримське під час перевірки польових доріг — підірвався на міні, ще двоє були травмовані. |
| Садовничий Євген Валентинович      | молодший сержант  | 6 серпня 2016     | 93 ОМБр      | Загинув поблизу села Кримське внаслідок вибуху та обстрілів. |
| Демуренко Дмитро Сергійович        | молодший сержант  | 6 серпня 2016     | 93 ОМБр      | Загинув поблизу села Кримське внаслідок вибуху та обстрілів. |
| Кириченко Тарас Володимирович      | молодший сержант  | 6 серпня 2016     | 93 ОМБр      | Загинув поблизу села Кримське внаслідок вибуху та обстрілів. |
| Мисла Мирослав Іванович            | лейтенант         | 2 жовтня 2016     | 93 ОМБр      | Загинув поблизу села Кримське, під час виконання бойового завдання на чолі розвідгрупи. Розвідгрупа виявила ДРГ противника, після чого потрапила під масований мінометний обстріл.                                                                             |
| Лисенко Олег Ігорович              | молодший сержант  | 1 грудня 2016     | 93 ОМБр      | Загинув у районі смт Новотошківське, під час відбиття спроби ДРГ проросійських сил під прикриттям вогню із мінометів перетнути лінію розмежування. |
| Непсов Сергій Олександрович        | старший солдат    | 26 січня 2017     | 93 ОМБр      | Загинув поблизу смт Новотошківське під час обстрілу. |
| Лайков Володимир Михайлович        | старший солдат    | 7 червня 2017     | 93 ОМБр      | Жолобок |
| Кириченко Ілля Олександрович       | солдат            | 10 червня 2017    | 93 ОМБр      | Загинув поблизу села Кримське на бойовому посту. |
| ???                                | ???               | 12 червня 2017    | ???          | Загинув поблизу села Кримське внаслідок підриву на невідомому вибуховому пристрої. |
| Мочернюк Михайло Васильович        | старший солдат    | 16 червня 2017    | 93 ОМБр      | Загинув у районі смт Новотошківське від пострілу снайпера. |
| Іщук Олексій Васильович            | сержант           | 24 червня 2017    | 8 ОП СпП     | Загинув від мінно-вибухової травми внаслідок підриву на міні під час виконання бойового завдання |
| Лаврись Василь Михайлович          | сержант           | 24 червня 2017    | 8 ОП СпП     | Загинув від мінно-вибухової травми внаслідок підриву на міні під час виконання бойового завдання |
| Федорін Юрій Петрович              | молодший сержант  | 28 червня 2017    | 93 ОМБр      | Загинув під час виконання бойового завдання |
| Кістерний Ігор Миколайович         | старший сержант   | 14 липня 2017     | «Чернігів-1» | Загинув у районі смт Новотошківське в нічному бойовому зіткненні. |
| Детинченко Роман Сергійович        | молодший сержант  | 19 липня 2017     | 58 ОМПБр     | Загинув у районі смт Новотошківське внаслідок підриву на невідомому вибуховому пристрої. |
| Тимофієв Ілля Миколайович          | старший солдат    | 19 липня 2017     | 58 ОМПБр     | Загинув у районі смт Новотошківське внаслідок підриву на невідомому вибуховому пристрої. |
| Конюша Руслан Сергійович           | старший солдат    | 19 липня 2017     | 58 ОМПБр     | Загинув у районі смт Новотошківське внаслідок підриву на невідомому вибуховому пристрої. |
| Войтер Сергій Віталійович          | молодший сержант  | 26 серпня 2017    | «Полтава»    | під час бою з диверсійно-розвідувальною групою противника, в районі Кримське — Жолобок, дістав тяжке вогнепальне наскрізне поранення |
| Довгий Роман Сергійович            | старший солдат    | 23 вересня 2017   | 108 ОГШБ     | під час бою з диверсійно-розвідувальною групою поблизу села Новоолександрівка Попаснянського району |
| Ничвидюк Валентин Миколайович      | старший лейтенант | 7 листопада 2017  | 15 ОМПБ      | Кримське |
| Мишко Антон Васильович             | старший сержант   | 7 листопада 2017  | 15 ОМПБ      | Кримське |
| Тюменцев Олександр Володимирович   | старший лейтенант | 23 листопада 2017 | «Полтава»    | Кримське |
| Сухінін Олександр Віталійович      | сержант           | 23 листопада 2017 | «Полтава»    | Кримське |
| Кривенко Денис Вікторович          | молодший сержант  | 23 листопада 2017 | «Полтава»    | Кримське |
| Шевченко Сергій Павлович           | солдат            | 23 листопада 2017 | «Полтава»    | Кримське |
| Рудик Юрій Володимирович           | солдат            | 4 грудня 2017     | 109 ОГШБ     | помер від поранень |
| Тимченко Володимир Юрійович        | солдат            | 11 грудня 2017    | 109 ОГШБ     | помер від поранень |
| Михайлюк Петро Тадейович           | прапорщик         | 22 грудня 2017    | 80 ОАеМБр    | під час артилерійського обстрілу терористами |
| Ковтун Олександр Григорович        | солдат            | 1 січня 2018      | «Чернігів-1» | Новотошківське |
| Сисков Дмитро Вадимович            | молодший сержант  | 1 лютого 2018     | «Полтава»    | Жолобок |
| Матус Олександр Васильович         | солдат            | 20 квітня 2018    | 53 ОМБр      | Кримське |
| Пушкарук Олег Вікторович           | сержант           | 9 травня 2018     | 14 ОМБр      | Золоте |
| Кураш Іван Іванович                | старший солдат    | 15 травня 2018    | 14 ОМБр      | Катеринівка |
| Муляр Руслан Станіславович         | полковник         | 26 травня 2018    | «Альфа»      | Кримське |
| Журавльов Юрій Володимирович       | прапорщик         | 26 травня 2018    | «Альфа»      | Кримське |
| Петров Ігор Андрійович             | старший солдат    | 14 червня 2018    | 53 ОМБр      | Новотошківське |
| Дьяченко Володимир Володимирович   | солдат            | 27 червня 2018    | 93 ОМБр      | Богданівка |
| Петрушенко Дмитро Васильович       | солдат            | 27 червня 2018    | 93 ОМБр      | Богданівка |
| Холін Олександр Борисович          | солдат            | 27 червня 2018    | 93 ОМБр      | Богданівка |
| Дженжера Юрій Миколайович          | старший солдат    | 28 липня 2018     | 53 ОМБр      | Кримське |
| Плотніков Василь Васильович        | солдат            | 28 липня 2018     | 53 ОМБр      | Кримське |
| Єлістратов Андрій Юрійович         | старший солдат    | 8 серпня 2018     | 14 ОМБр      | Золоте |
| Крищук Василь Юрійович             | старший солдат    | 18 серпня 2018    | 14 ОМБр      | Золоте |
| Найда Мар'ян Володимирович         | старший солдат    | 23 серпня 2018    | «Айдар»      | Кримське |
| Щербанюк Михайло Миколайович       | старший солдат    | 23 серпня 2018    | «Айдар»      | Кримське |
| Проценко Тарас Станіславович       | солдат            | 23 серпня 2018    | «Айдар»      | Кримське |
| Чирва Андрій Олександрович         | старший солдат    | 23 серпня 2018    | «Айдар»      | Кримське |
| Бережанський Олександр Сергійович  | солдат            | 26 серпня 2018    | 53 ОМБр      | Кримське |
| Левченко Сергій Валерійович        | старший солдат    | 26 серпня 2018    | 53 ОМБр      | Кримське |
| Влодарський Олексій Костянтинович  | сержант           | 2 жовтня 2018     | «Айдар»      | Кримське |
| Стоянський Павло Васильович        | старший солдат    | 10 жовтня 2018    | «Волинь»     | Золоте |
| Моспан Антон Юрійович              | старший солдат    | 15 жовтня 2018    | 8 ОГШБ       | Кримське |
| Дарій Дмитро Кузьмович             | старший солдат    | 27 жовтня 2018    | 8 ОГШБ       | Кримське |
| Пасичнюк Максим Вікторович         | молодший сержант  | 4 листопада 2018  | 14 ОМБр      | Золоте |
| Воробей Іван Володимирович         | солдат            | 9 листопада 2018  | 109 ОГШБ     | Кримське |
| Летюка Євген Валерійович           | солдат            | 9 листопада 2018  | 109 ОГШБ     | Кримське |
| Онофрейчук Віталій Георгійович     | сержант           | 17 листопада 2018 | 109 ОГШБ     | Новотошківське |
| Тоненьков Євген Валерійович        | солдат            | 25 грудня 2018    | 109 ОГШБ     | Кримське |
| Голубєв Микола Олегович            | старший солдат    | 1 січня 2019      | 108 ОГШБ     | Новотошківське |
| Данілейченко Сергій Павлович       | солдат            | 16 лютого 2019    | 8 ОГШБ       | Кримське |
| Борденюк Борис Борисович           | старший солдат    | 24 лютого 2019    | 54 ОМБр      | Катеринівка |
| Меденцев Олександр Миколайович     | солдат            | 25 лютого 2019    | 54 ОМБр      | Новоолександрівка |
| Керечанин Євген Миколайович        | солдат            | 18 березня 2019   | 54 ОМБр      | Золоте |
| Лисиця Іван Петрович               | солдат            | 6 квітня 2019     | 54 ОМБр      | Золоте |
| Стрекнєв Дмитро Володимирович      | солдат            | 6 квітня 2019     | 54 ОМБр      | Золоте |
| Цапенко Олександр Олегович         | солдат            | 22 квітня 2019    | 54 ОМБр      | Новоолександрівка |
| Досяк Роман Мирославович           |                   | 22 травня 2019    |              | важке черепно-мозкове поранення поблизу селища Кримське |
| Бережний Владислав Олегович        | молодший сержант  | 5 червня 2019     | 54 ОМБр      | Золоте-1 |
| Жуков Олег Анатолійович            | солдат            | 5 липня 2019      | 54 ОМБр      | Золоте-4 |
| Євстигнєєв Василь Володимирович    | солдат            | 14 серпня 2019    | 72 ОМБр      | Золоте-4 |
| Тишик Юрій Анатолійович            | старший солдат    | 3 жовтня 2019     | 14 ОМБр      | Жолобок |
| Хомік Юрій Миколайович             | солдат            | 14 листопада 2019 | 14 ОМБр      | помер від поранень |
| Соколов Артем Іванович             | сержант           | 16 листопада 2019 | 14 ОМБр      | Кримське |
| Темний Дмитро Вікторович           | молодший сержант  | 7 грудня 2019     | 72 ОМБр      | хутір Вільний |
| Соловйов Герман Ігорович           | солдат            | 22 грудня 2019    | 93 ОМБр      | Золоте |
| Войтович Андрій Володимирович      | молодший сержант  | 9 грудня 2019     | 14 ОМБр      | Жолобок |
| Пруський Віктор Федорович          | молодший сержант  | 9 грудня 2019     | 14 ОМБр      | Жолобок |
| Сирота Сергій Миколайович          | старший солдат    | 9 грудня 2019     | 14 ОМБр      | Жолобок |
| Рацун Сергій Петрович              | старший солдат    | 5 січня 2020      | 93 ОМБр      | Кримське |
| Дичек Сергій Олександрович         | старший сержант   | 5 січня 2020      | 130 ОРБ      | хутір Вільний (Золоте-4) |
| Хімічук Ігор Ігорович              | старший солдат    | 16 січня 2020     | 72 ОМБр      | Новозванівка |
| Закусило Валерій Васильович        | старший сержант   | 18 січня 2020     | 72 ОМБр      | Оріхове |
| Слободанюк Олександр Вікторович    | молодший сержант  | 19 січня 2020     | 72 ОМБр      | Золоте |
| Ситник Клавдія Володимирівна       | сержант           | 1 лютого 2020     | 93 ОМБр      | Новотошківське |
| Федченко Володимир Миколайович     | молодший сержант  | 27 лютого 2020    | 72 ОМБр      | Новотошківське |
| Фірсов Дмитро Борисович            | лейтенант         | 6 березня 2020    | 93 ОМБр      | внаслідок підриву БМП на закладеному вибуховому пристрої |
| Петренко Богдан Олександрович      | старший солдат    | 10 березня 2020   | 72 ОМБр      | помер від поранень |
| Сафонов Євген Миколайович          | солдат            | 21 травня 2020    | 93 ОМБр      | Кримське (Новоайдарський район) |
| Добрянський Леонід Цезарович       | прапорщик         | 13 червня 2020    | 30 ОМБр      | помер від поранень від вибуху |
| Польовий Максим Миколайович        | майор             | 27 травня 2021    | 15 ОГШБ      | Новотошківське |
| Куленко Олексій Валентинович       | старший солдат    | 13 серпня 2021    | «Кіровоград» | Причепилівка |
| Данилів Дем'ян Петрович            | старший солдат    | 13 вересня 2021   | «Кіровоград» | Причепилівка |
| Рачугін Віктор Анатолійович        | солдат            | 27 жовтня 2021    | 17 ОТБр      | Новотошківське |

26 січня 2017 року близько 21:00 під час обстрілу з 82-мм мінометів околиць смт Новотошківське загинув солдат 93-ї бригади Непсов Сергій Олександрович.
16 червня 2017 року снайпер окупаційних військ під Новотошківським застрелив українського вояка[кого?].
7 листопада 2017 року під Кримським підрозділи окупаційних корпусів вели вогонь із великокаліберних кулеметів та 82-міліметрових мінометів, ближче до опівночі — зі 120-міліметрових; 2 українських військовики загинули,[хто?] одного поранено, ще один зазнав бойової травми.

## Зниклі безвісти та полонені
Після бою 14 жовтня 2014:
- Думанський Сергій Миколайович — старший солдат 40-го полку НГУ (в/ч 3008), зниклий безвісти. За словами комбата Боженка, загинув під час боїв за 32-й блокпост. БТР-4 прорвався до 32-го блокпосту, проте вирішив повернутися на підмогу підбитій по дорозі до 32-го блокпосту БМП. У БТР-4, де Сергій був навідником, влучила ракета. За свідченням комбата, помер на місці.[21]
- Боженко Анатолій — комбат 40-го полку НГУ (в/ч 3008), потрапив у полон, звільнений.
- Петро Стус — солдат 40-го полку НГУ (в/ч 3008), потрапив у полон, звільнений.
- щонайбільше 1 невідомий з екіпажу підбитого БТР-4. За словами Анатолія Боженка, з екіпажу БТР-4 у 8 чоловік лише 2 вижило.[22] З урахуванням трьох відомих загиблих, відомо про вцілілого бійця з екіпажу — Романа Петровського.[23][24] Сам Анатолій Боженко[25] і Роман Петровський також свідчать, що вижив і водій БТР.[24]
- екіпаж БМП-2 — зі слів Анатолія Боженка, вижили.[25]

Після бою 15 жовтня 2014:
- Боднарук Василь Миколайович (Вася Гуцул) — був у полоні, живий. Члени НЗФ вважали його заступником комбата Айдару.[26] Комбат НЗФ у інтерв'ю 27 жовтня сказав що Вася Гуцул, заступник комбата Айдару, убитий.
- Яретик Іван (Ваня Полтава) — у полоні відрізали вухо, живий.
- Шанідзе Руслан (Грузин) — звільнений з полону у липні 2015 року.
- Руслан Дивак (Змій) — звільнений з полону в лютому 2015.
- Пилипишин Сергій (Серьога Дикий) — звільнений з полону у липні 2015 року.
- Вакуленко Максим (Елвіс) — звільнений з полону, живий.
- ??? Поляк — комбат НВФ у інтерв'ю 27 жовтня сказав що той був убитий.
- екіпаж танку — зі слів членів НЗФ, екіпаж вижив, був взятий в полон.[27]
- Валерія Холонівця, замкомвзводу 4-ї роти 24 ОМБр було звільнено з полону у січні 2015 року.[28][29][30][31] Долю ще 7 бійців у БМП він станом на 16 жовтня 2014 не знав.[32]
- Шукрута Олександр Петрович — солдат, 24 ОМБр. Були повідомлення про загибель 15 жовтня 2014 року і нагородження посмертно. Проте на 2017 рік його ім'я перебувало у списках Миколаївської обладміністрації серед тих, хто самовільно покинув військову частину.

Після боїв 16 жовтня 2014:
- 5 зниклих безвісти — за повідомленням МВС, зникли під час артобстрілу колони трьох БТР-4Е, котра рухалася зі сторони блокпоста в селі Нижнє Попаснянського району у напрямі Смілого.[33][34][35]
  - 18 жовтня 2014 були знайдені 6 чоловік, що досі вважалися зниклими, 5 ще шукають.[36]